# Kathrin Scholl-Debrunner
Kathrin Scholl-Debrunner (* 1962) ist eine ehemalige Schweizer Lehrerin und Politikerin (SP). Sie gehörte von 2005 bis 2018 dem Grossen Rat des Kantons Aargau an und war 2012/2013 die zweite sozialdemokratische Grossratspräsidentin.
Kathrin Scholl-Debrunner war von 2001 bis 2007 Stadträtin in Lenzburg. Sie zog 2005 in das Kantonsparlament ein und nahm dort unter anderem Einsitz in den Kommissionen für Bildung, Kultur und Sport sowie für Aufgabenplanung und Finanzen. Im März 2012 wurde sie als Nachfolgerin von Theo Voegtli (CVP) zur Präsidentin des Grossen Rates gewählt. Die Wahl erfolgte mit 128 von 128 Stimmen. Ihre Vizepräsidentin und Nachfolgerin war Vreni Friker-Kaspar (SVP). Während der Legislaturperiode 2017–2020 trat sie zum 11. Dezember 2018 zurück. Gabi Lauper Richner rückte im Januar 2019 nach.
Scholl-Debrunner war 2012 stellvertretende Geschäftsführerin des Aargauischen Lehrerinnen- und Lehrerverbandes (alv) und wurde später Präsidentin des alv. Im Ehrenamt ist sie unter anderem Präsidentin von «Aargau Tourismus».

## Belege
1. ↑  Lisa Kwasny: Sturzversuch, Karriereschub und Teppichklopfer: Das sind alle Präsidentinnen und Präsidenten der letzten 100 Jahre. In: Aargauer Zeitung vom 7. Januar 2025; abgerufen am 22. März 2025.
2. 1 2 3  Wechsel im Präsidium der SP Grossratsfraktion. In: sp-aargau.ch vom 11. Dezember 2018; abgerufen am 28. März 2025.
3. 1 2  SP-Grossrätin Kathrin Scholl zur höchsten Aargauerin gewählt. In: TagesWoche vom 27. März 2012; abgerufen am 28. März 2025.

| Personendaten    | Personendaten              |
| ---------------- | -------------------------- |
| NAME             | Scholl-Debrunner, Kathrin  |
| ALTERNATIVNAMEN  | Scholl, Kathrin (Ehename)  |
| KURZBESCHREIBUNG | Schweizer Politikerin (SP) |
| GEBURTSDATUM     | 1962                       |